# Coudekerque-Village

Coudekerque-Village este o comună în departamentul Nord, Franța. În 1 ianuarie 2018 avea o populație de 1.385 de locuitori.